# 阎皇后 (李期之妻)
閻皇后（?—?），是成汉皇帝幽公李期的皇后。玉衡二十四年（334年）十月，开国皇帝李雄的两个儿子李期、李越杀害了李雄钦命的继承人哀帝李班（李雄的侄子），李期继承了皇位，玉恒元年（335年）正月，李期册封妻子阎氏为皇后。史书对她记载非常少，玉恒四年（338年），李期被李雄的堂弟李寿推翻，自殺，阎皇后不知所终。